# Ju-on: The Grudge (jeu vidéo)
Ju-on: La Malédiction (恐怖体感 呪怨, Kyōfu taikan: Ju-on) est un jeu vidéo d’action-aventure de type survival horror développé par Feelplus et édité par AQ Interactive au Japon et Rising Star Games en Europe sur Wii, sorti en 2009.

## Trame

### Univers
Le jeu se place dans l'univers du film Ju-on: The Grudge, où y règnent l'angoisse, la peur, la tension et l'horreur...

## Histoire
Erika et sa famille emménagent dans une maison, qui n'est autre que celle du film Ju-on: The Grudge. Ils ne le savent pas encore, mais la malédiction ne tardera pas à les consumer un par un.

Scène d'introduction : Lors de la scène d'introduction du jeu, nous découvrons quelqu'un qui semble entrer dans une maison (la maison du film Ju-on: The Grudge) où y règne un sentiment de malaise, de tension et d'angoisse. Ce quelqu'un sursaute lorsqu'il aperçoit le fantôme d'une femme à la fenêtre intérieure d'une pièce située à l'étage, fenêtre intérieure donnant une vue sur la cage d'escalier.
Ce quelqu'un essaye de s'enfuir de la maison, mais finit par être consumé par la malédiction.

### Personnages
Erika : Erika et sa famille (Ken (le frère aîné), Michiko (la mère) et Hiro (le père)), emménagent dans une maison (la maison du film du même nom). Un soir, alors qu'elle promenait Ivy, le chien de la famille, et que celle-ci semble être attirée par quelque chose dans une usine abandonnée, Erika part à sa recherche dans ladite usine abandonnée. Plus tard, elle réapparaîtra dans la maison maudite où elle sera tuée par Kayako.
Michiko : Michiko a eu un malaise cardiaque à la suite du déménagement avec sa famille, elle est à l'hôpital où elle est poursuivie par les fantômes de Kayako et Toshio. Elle meurt d'une chute du haut du toit de l’hôpital (le sort que subit Karen Davis dans The Grudge 2).
Ken : Ken gagne sa vie en tant que livreur. Un soir, il livre un colis qui s'avère être le fantôme de Kayako. Après une course-poursuite dans l'appartement avec Kayako et Toshio, Ken se fait surprendre par Kayako qui le fait mourir de peur.
Hiro : Hiro travaille comme gardien de sécurité dans un magasin de mannequins. Un soir, alors qu'il faisait sa ronde de nuit, une panne d'électricité a lieu dans le bâtiment et Hiro part enquêter. Durant sa quête, il rencontre à plusieurs reprises le fantôme de Kayako qui finit même par le tuer alors qu'il se dirigeait vers la sortie après avoir rétabli l'électricité.

## Système de jeu
Le jeu possède quatre niveaux. Dans chaque niveau, le joueur doit récupérer différents artefacts pour pouvoir accéder au cinquième et dernier niveau du jeu. Le personnage ne peut pas attaquer.
Avant de commencer le niveau 1, le jeu vous demande quelques renseignements : votre nom, votre sexe et votre signe astrologique.
À la fin de chaque niveau, une jauge évalue votre niveau de terreur (la Wiimote, dans le jeu, capte vos tremblements ainsi que vos sursauts lors des différents jumpscares dissimulés dans le jeu), suivi d'une note soit négative si vous aviez eu peur (sursauté et tremblé à de nombreuses reprises) tout le long du niveau, neutre si vous aviez moyennement eu peur (sursauté et tremblé 2-3 fois minimum) tout le long du niveau, soit positive si vous n'aviez pas eu peur (aucun sursaut ni tremblement) tout le long du niveau.

Les différents artefacts à récupérer sont : 
- Toutes les parties d'un article de journal (Niveau 1 : Usine abandonnée)
- Toutes les parties du dessin de Toshio (Niveau 2 : Hôpital abandonné)
- Toutes les parties du journal de Kayako (Niveau 3 : Immeubles délabrés)
- Toutes les parties de la photo de la famille Saeki (Niveau 4 : La mésaventure d'un vigile)

Le cinquième et dernier niveau (niveau bonus) a pour nom Maison maudite.
Note : Le jeu a fait l'objet d'une classification PEGI 16+.

## Titre du jeu dans différents pays
- France : Ju-on: La Malédiction
- Royaume-Uni : Ju-on: The Grudge (A Fright Simulator)
- Allemagne : Ju-on: Der Fluch (Die Furchtsimulation)
- Espagne : Ju-on: La Maldición
- États-Unis : Ju-on: The Grudge (Haunted House Simulator)